# Eutropius
Eutropius (4. század – 387 után) római történetíró.

## Élete
Életéről keveset tudunk, egyetlen fennmaradt munkája a „Róma rövid története”, amely 369-370 körül készülhetett. Az ókori források több Eutropius nevű írót is említenek, s még az sem bizonyos, hogy közülük melyik volt az említett munka szerzője. Feltehető, hogy Galliában született, s saját művének tanúsága szerint részt vett Iulianus 364-es perzsiai hadjáratában, amelyben a császár életét vesztette. Utóda, I. Valentinianus társuralkodóként maga mellé vette Valenst, hogy ő irányítsa a birodalom keleti ügyeit. Eutropius mellette töltötte be a magister memoriae tisztét, s az ő biztatására, megrendelésére készült el a mű. Eutropius magas társadalmi rangjára abból is következtethetünk, hogy a munka bevezetése a szerzőt vir clarissimusnak nevezi. Valentinianus 372-ben kiadott törvénye a senator rendet három rangcsoportra, az illustres, spectabiles és clarissimi csoportjára osztotta, amikor tehát Eutropius clarissimusként utal magára, világosan az olvasó tudtára adja rangját. Természetesen nem ekkor s nem ilyen magasan kezdődött hivatali pályafutása, a császári adminisztrációban először II. Constantinus alatt találkozunk nevével, ahol a magister epistolarum szerényebb tisztét töltötte be Sextus Aurelius Victorral együtt. 370-ben kinevezték proconsulnak az előkelő Asia provinciába. Utóda a hivatalban Fronto lett. A 370-es években ismét nyugatra utazik, ebből az időszakból fennmaradt Symmachus egy levele, amelyben arról próbálja hízelgő hangon meggyőzni őt, hogy egyedül ő lenne képes Gratianus germániai hadjáratait megörökíteni egy történeti munkában. Egyes kutatók kétségbe vonják ugyan, hogy Symmachus levelének címzettje azonos a Róma történetéről írott mű szerzőjével, de valószínűtlen, hogy ugyanazokban az években a császári udvarban két azonos nevű, egyaránt történetírással foglalatoskodó császári hivatalnok is tevékenykedett volna. Eutropius hivatali karrierje II. Valentinianus érte el csúcspontját, amikor a császárral együtt 387-ben consuli tisztet viselt.

## Művei
- Breviarium ab urbe condita[1]

## Magyarul
- Eutropius: Római történetek rövid tartalma. Magyarúl kiadta Irmesi Homonnai Imre. Landerer, Buda, 1832 Online
- A rómaik rövid története tíz könyvben; ford., bev., jegyz. Klima Lajos; Hungaria Ny., Besztercebánya, 1905
- Eutropius: Róma rövid története. Helikon Kiadó, Bp., 2003. Fordította Teravágimov Péter. Utószót írta Ferenci Attila, ISBN 9799632088364, 120 p.